# 인천시티투어버스
인천시티투어(仁川 Citytour)는 인천광역시에서 운행하는 시내 순환 관광버스이다.

## 특징
인천시티투어는 인천의 여느 다른 시내버스, 시외버스노선과는 달리 관광을 목적으로 운행하는 버스이며, 시내를 중심으로 운행하고 있는 것을 특성으로 꼽힐 수 있다.
2016년 6월 전면개편으로 기존 테마형에서 순환형으로 바뀌었으며, 섬 라인(송도~월미·개항장), 시티 라인(송도~소래포구~부평~구월), 바다 라인(송도~인천대교~영종) 세 노선이 운행중이다.

## 노선 정보

### 노선
인천시티투어는 세개의 노선으로 운행하고 있으며, 시티 라인과 바다 라인은 2층 버스, 1층 버스가 함께 운행된다.

- 섬 라인 : 인천역(차이나타운) ~ 하버파크호텔 ~ G-타워(커낼워크) ~ 솔찬공원 ~ 송도테크노파크(현대프리미엄아울렛) ~ 송도컨벤시아(NEATT) ~ 센트럴파크(컴팩스마트시티) ~ 인천상륙작전기념관(인천광역시시립박물관) ~ 개항장(아트플랫폼, 인천역) ~ 월미공원 ~ 월미문화의거리~ 인천역(차이나타운)
- 시티 라인 : 센트럴파크(컴팩스마트시티) ~ 송도컨벤시아 ~ 트리플스트리트(글로벌캠퍼스) ~ 소래포구역 ~ 모래내시장 ~ 부평역(부평지하상가) ~ 인천시청광장(엔타스면세점) ~ 인천문화예술회관(먹방골목) ~ 문학경기장(도호부청사) ~ 동춘역(스퀘어원) ~ 센트럴파크(이스트보트하우스) ~ 센트럴파크(컴팩스마트시티)
- 바다 라인 : 센트럴파크(컴팩스마트시티) ~ 송도컨벤시아 ~ 인천국제공항(제1청사) ~ 파라다이스시티 ~ 무의도입구(용유역) ~ 을왕리해수욕장 ~ 인천국제공항(제1여객터미널) ~ 인하국제의료센터(합동청사역) ~ 센트럴파크(이스트보트하우스) ~ 센트럴파크(컴팩스마트시티)

### 첫차 및 막차
- 첫차 : 오전 9시 30분
- 막차 : 오후 5시 30분

### 운행 정보
- 배차간격 : 섬 라인 30분, 시티 라인 2회, 바다 라인 60분
- 운행시간 : 약 2시간
- 요금 : 단일권(시내) : 섬 라인 + 시티 라인 이용(환승) 가능, 중·고생 ~ 일반 5,000원, 만 36개월 ~ 초등 3,000원, 장애인, 국가유공자, 65세이상 3,000원

통합권(모든 노선) : 단일권 + 바다 라인 모두 이용(환승) 가능, 중·고생 ~ 일반 10,000원, 만 36개월 ~ 초등 8,000원, 장애인, 국가유공자, 65세이상 8,000원

## 보유차량
현대자동차
- 현대 에어로스페이스 LS

볼보
- B8R 하프탑

## 갤러리

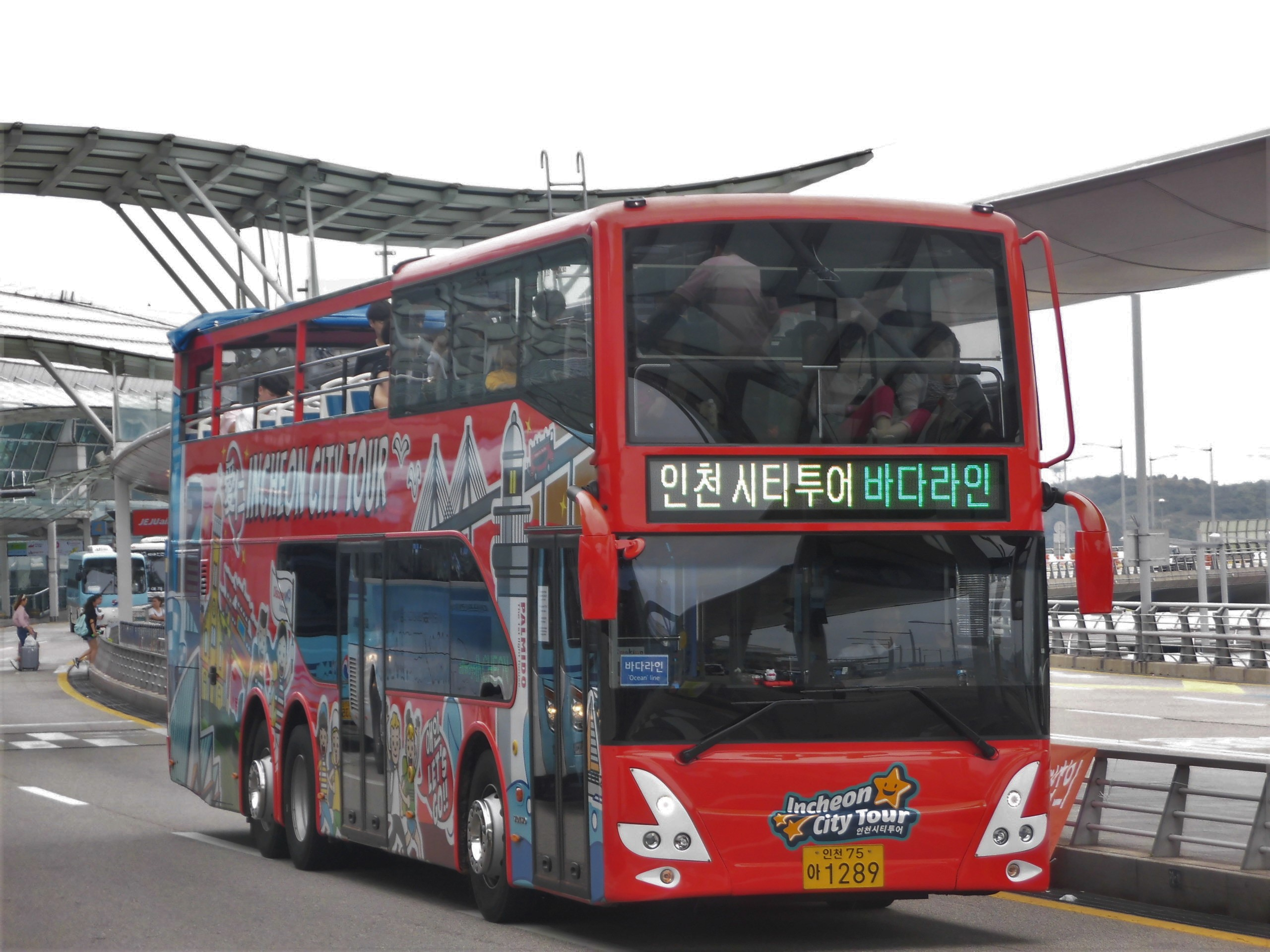
인천시티투어버스 바다라인